# Emma Gad
Emma Gad (Copenhague, 21 de janeiro de 1852 — Copenhague, 8 de janeiro de 1921) foi uma escritora e socialite dinamarquesa.